# پویه‌اوئه (شیلی)
پویه‌اوئه (به اسپانیایی: Puyehue) یک شهرستان در شیلی است که در استان اوسورنو واقع شده‌است. پویه‌اوئه ۱٬۵۹۷٫۹ کیلومتر مربع مساحت و ۱۱٬۳۶۸ نفر جمعیت دارد.